# Port de Cotonou
Le Port de Cotonou est un port marchand, béninois situé dans la ville de Cotonou. Seul port du Bénin, il est désigné comme le poumon de l'économie béninoise. Il participe à 90 % des échanges avec l’extérieur, engendre jusqu’à 60 % du Produit Intérieur Brut (PIB) et contribue à 45 % des recettes fiscales.
Avec plus de 10 millions de tonnes de fret annuel, il est le 3e port de l'Afrique de l'Ouest après les ports de Lagos et d'Abidjan.
Il dessert les pays de l'hinterland, tels que le Mali, le Burkina Faso, le Tchad. Il est également le premier port de transit du Niger, pays frontalier totalement enclavé, notamment pour l'exportation de l'uranium extrait dans le nord nigérien par le groupe français Areva.
Depuis janvier 2018, la gestion du port de Cotonou est déléguée au  port d’Anvers, deuxième port européen, après celui de Rotterdam .

## Description
Crée le 31 décembre 1964, le Port de Cotonou est situé sur l'Océan Atlantique dans la ville de Cotonou. 
Avec plus de 10 millions de tonnes de fret annuel, Il se classe au 3e rang en Afrique de l'Ouest après Lagos et Abidjan.
Seul port du Bénin, le Port Autonome de Cotonou est le poumon de l'économie du Bénin avec plus de 90 % des échanges avec l’extérieur, plus de 60 % du  PIB et contribue jusqu'à 80 % à la mobilisation des recettes douanières et à plus de 45 % des recettes fiscales du pays.
Le Port de Cotonou est le port de transit par excellence dans la région du Golfe de Guinée par son débouché naturel sur les pays de l'hinterland et le Nigéria.

## Activités
L'importation représente une part importante du trafic du port de Cotonou. Les produits les plus importés au port de Cotonou sont les céréales, les produits alimentaires et les hydrocarbures. Les différents segments de marchandises sont notamment les conteneurs, les cargos divers, le vrac liquide, le vrac solid.
L'exportation représente également une part importante du trafic au port de Cotonou. Elle concerne principalement le Coton béninois, la noix de cajou et les oléagineux.
Le port de Cotonou dessert également les pays de l'Hinterland. En 2018, 49 % du trafic total au port de Cotonou est lié à l’hinterland dont le Tchad, le Burkina-Faso et notamment le Niger .

## Installations
Le port de Cotonou dispose de nombreuses installations qui lui permettent d'assurer l'ensemble de ses activités. Il dispose d'un plan d’eau de plus de 60 ha, d'une zone portuaire de 200 ha environ, de 11 postes à quai pour tous types de navires,  d'un poste pétrolier en zone sud représentant un linéaire de 250 m, d'un port de pêche industrielle et d'un port de pêche artisanale, de deux nouveaux postes à quai de 600 ml réalisé grâce au financement du Millennium Challenge Account Bénin, de zones franches pour le Niger, le Burkina-Faso, le Mali et le Tchad, des parcs à conteneurs, des aires de stockage de véhicules d’occasion et des dépôts gaziers.

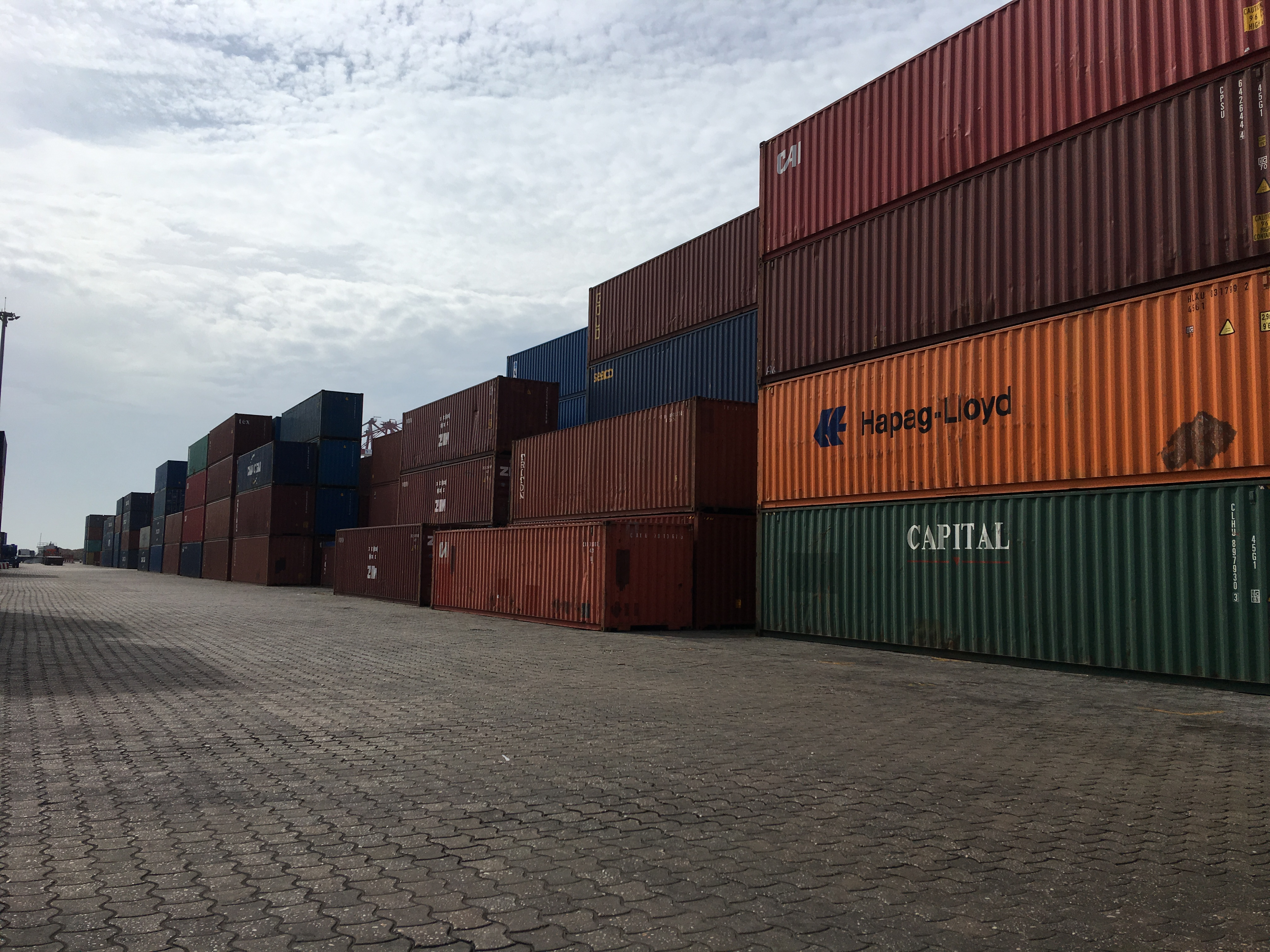
Conteneurs au Port Autonome de Cotonou

## Gestion
En 2009, le nouveau gouvernement du Bénin, confie la gestion du port de Cotonou au groupe français Bolloré à travers sa filiale  Bolloré Africa Logistics.
Depuis janvier 2018, la gestion du port de Cotonou est déléguée au  port d’Anvers, deuxième port européen, après celui de Rotterdam avec pour objectifs la modernisation des équipements et installations et le transfert de compétences au personnel local.
Lors de l'été 2022, le gouvernement du Bénin valide le projet d'extension du bassin et de rénovation des quais du port pour un montant total de 160 millions d'euros. La majeure partie de la rénovation est confiée au Français Eiffage, qui récupère 119 millions d'euros, soit 75 % du contrat.